# Храм Осаки Хатимангу
Храм Осаки Хатимангу (яп. 大崎八幡宮) — синтоистское святилище, основанное первым даймё княжества Сэндай Масамунэ Датэ в городе Сэндай.

## История
Масамунэ Датэ приказал соорудить святилище в честь бога войны Хатимана. Строительство храма шло с 1604 по 1607 год. Главное здание святилища является образцом архитектуры периода Айдзути Момояма. Святилище состоит из главного зала «хондэн» и зала для моления «хайдэн», соединенных между собой галереей. Все три помещения находятся под единой кровлей, покрытой деревянным материалом гонт. Здание храма чудом уцелело во время авианалётов 1945 года. Внутренняя оттделка храма является ремесленным шедевром, в связи с чем зданию храма был присвоен статус национального достояния Японии (1952).

## Описание
Здание храма, недавно восстановленное и отреставрированное, — пример архитектурного стиля Датэ. Здание храма покрыто чёрным лаком,  золотыми листами и блестящими цветами.
Святилище Осаки Хатимангу является ключевым местом при проведении фестиваля Донтосай. На территории этого храма разводят костёр, в огне которого сжигают новогодние украшения, куклы Дарума и старые предметы, а также молятся о здоровье, удаче и благополучии в новом году. После сжигания предметов, связанных с прошлым, от святилища начинается шествие Хадака-мацури. Празднику Донтосай около 300 лет. Ежегодного его посещают около 100 тысяч человек.